# Jelobo
Jelobo is een bestuurslaag in het regentschap Klaten van de provincie Midden-Java, Indonesië. Jelobo telt 3693 inwoners (volkstelling 2010).